# Adam Dąbrowski (koszykarz)
Adam Dąbrowski (ur. 1947) – polski koszykarz, występujący na pozycji obrońcy, dwukrotny medalista mistrzostw Polski.

## Osiągnięcia
Drużynowe
- Brązowy medalista Polski (1979, 1980)
- Finalista pucharu Polski (1978)
- Awans do najwyższej klasy rozgrywkowej (1974)